# Małe Pieniny
Małe Pieniny este o arie protejată (sit de importanță comunitară — SCI) din Polonia întinsă pe o suprafață de 1.871,55 ha, integral pe uscat.

## Localizare
Centrul sitului Małe Pieniny este situat la coordonatele 49°23′48″N 20°33′14″E / 49.3966°N 20.5539°E.

## Înființare
Situl Małe Pieniny a fost declarat sit de importanță comunitară în martie 2007 pentru a proteja 1 specie de plante și 9 specii de animale.

## Biodiversitate
Situată în ecoregiunea alpină, aria protejată conține 21 de habitate naturale: Fânețe de joasă altitudine (Alopecurus pratensis, Sanguisorba officinalis), Fânețe montane, Mlaștini alcaline, Grohotișuri medio-europene calcaroase, de la nivel colinar și montan, Pante stâncoase calcaroase cu vegetație casmofită, Peșteri inaccesibile publicului, Păduri de fag Luzulo-Fagetum, Păduri de fag Asperulo-Fagetum, Păduri de fag din Europa Centrală dezvoltate pe sol calcaros cu Cephalanthero-Fagion, Păduri pe pante, grohotișuri și ravene de Tilio-Acerion, Păduri aluvionare cu Alnus glutinosa și Fraxinus excelsior (Alno-Padion, Alnion incanae, Salicion albae), Păduri calcicole cu Pinus sylvestris din Carpații Occidentali, Păduri acidofile de Picea de la nivel montan la nivel alpin (Vaccinio-Piceetea), Râuri de munte și vegetația erbacee de pe malurile acestora, Râuri de munte și vegetația lor lemnoasă cu Salix elaeagnos, Formațiuni de Juniperus communis pe lande sau pajiști calcaroase, Pajiști carstice calcaroase sau bazofile, de Alysso-Sedion albi, Pajiști alpine și subalpine calcaroase, Pajiști uscate seminaturale și facies de acoperire cu tufișuri pe substraturi calcaroase (Festuco-Brometalia) (* situri importante pentru orhidee), Formațiuni ierboase bogate în specii de Nardus, dezvoltate pe substraturi silicioase în zone montane (și în zone submontane, în Europa continentală), Liziere de ierburi înalte hidrofile de câmpie și de nivel montan până la alpin.
La baza desemnării sitului se află mai multe specii protejate:
- plante (1): Erysimum pieninicum
- amfibieni (2): izvoraș-cu-burta-galbenă (Bombina variegata), Triturus montandoni
- mamifere (7): liliac cârn (Barbastella barbastellus), lupul (Canis lupus), râs eurasiatic (Lynx lynx), liliac cărămiziu (Myotis emarginatus), liliac comun (Myotis myotis), liliacul mic cu potcoavă (Rhinolophus hipposideros), urs brun (Ursus arctos)

Pe lângă speciile protejate, pe teritoriul sitului au mai fost identificate 12 specii de plante, 1 specie de amfibieni, 3 specii de mamifere, 5 specii de nevertebrate, 1 specie de pești, 1 specie de reptile.